# ヘンリエッテ・レナール
アナ・カタリーナ・ヘンリエッテ・レナール（Ana Katharina Henriette Rénard, 1685年頃 - 1721年5月26日または1722年）は、ポーランドとザクセンの統治者アウグスト強王の妾の1人。王の庶子アンナ・カロリーナ・オジェルスカの母。

## 生涯

### 出自
レナール家はフランスに起源を持ち、ワルシャワに定住した商人の家柄である。おそらく同家はワルシャワに来る以前、ハンブルクで貿易業に従事していたと考えられる。父アンドレアス・レナールは1693年から1698年までの文書に商人として登場する。彼の妻はおそらくテレーザ・フォン・ヴァルトシュタインだが、一部の歴史家はこの名前を持つ女性は彼の息子の妻だと考えている。ヘンリエッテには少なくとも2人の兄弟がおり、ヨハン・バプティスト・レナールはザクセン軍の陸軍大佐に、ベネディクト・レナールは建築家になっている。

### アウグスト強王との関係
1701年末あるいは1706年、ヘンリエッテはアウグスト強王と知り合った。文筆家カール・ルートヴィヒ・フォン・ペルニッツの風刺文書『ザクセン艶聞（La Saxe galante）』によると、ヘンリエッテは際立った美貌で王を惹きつけ、知り合うや否や妾になったという。1702年夏もしくは1707年11月26日ヘンリエッテはアウグスト強王の娘アンナ・カロリーナを出産した。 ペルニッツによれば、王とヘンリエッテがこの後すぐに離別したのは、王の公式寵姫コンスタンティア・フォン・コーゼル伯爵夫人の嫉妬のためであった。ヘンリエッテと王の情事のおかげで、彼女の家族はポーランドで地位と財産を得るチャンスをつかんだ。

### 後半生
アウグスト強王と肉体関係にあった期間、ヘンリエッテは同じフランス系のフランソワ・ドリアン（François Drian）と婚姻関係にあった。ドリアンは同じワルシャワ出身のワイン貿易商で、おそらく1710年から1712年にかけてのペストの大流行期に死亡し、ヘンリエッテの再婚する1716年より前には故人となっていた。
1716年、ヘンリエッテはやはりフランス人軍人クロード・アンリ・ド・モレル・ド・カリエール（Claude Henri de Morel de Carriéres）と再婚した。クロードはトランシルヴァニア公ラーコーツィ・フェレンツ2世の軍隊で陸軍大佐を務めていた人物であった。結婚後、夫クロードはアウグスト強王の計らいで、大貴族ルボミルスキ家の所有するワルシャワのウヤズドフスキ公園の管理者に任命された。クロードは1720年6月6日より前に死亡した。この日、ヘンリエッテは未亡人として、彼女の男兄弟とともにポーランド王国の男爵位を授けられたからである。
ヘンリエッテの没年は1721年5月26日または1722年であり、遺骸は死後3日経ってから聖ヤン大聖堂に葬られた。

## 引用・脚注
1. ↑  レナール家の出自についてはユダヤ系という説、もしくはグダンスク経由でワルシャワに定住したとする説などがある。(P. Smykała, R. Kubik R.: Ród Renardów..., Strzelec Opolski, 2009-11-24.)
2. 1 2 3  P. Smykała, R. Kubik R.: Ród Renardów..., Strzelec Opolski, 2009-11-24.
3. ↑  ヘンリエッテとアウグスト強王の男女関係は1701年秋に始まったと考えられている(J. Bartoszewicz: Znakomici mężowie polscy w XVIII wieku, Petersburg 1856, p. 270)。ところが、ところが娘のオジェルスカ伯爵夫人の誕生が1707年と遅いために、関係の始まりはもっと遅かったという説が出ている(Hrabina Anna Orzelska [retrieved 6 January 2015])。
4. ↑  2人の馴れ初めを語るペルニッツの叙述は極めて信頼性が高い。一方で、ヘンリエッテの姓を不正確に「デュヴァル（Duval）」と表記しており、このことは後世に誤解を生んだ。(K. L. von Pöllnitz: Ogień pałającej miłości, Warsaw 1973, s. 151–154)
5. ↑  オジェルスカ伯爵夫人の誕生年月は、1702年7月か8月とする説も出ている (J. Bartoszewicz: Znakomici mężowie polscy w XVIII wieku, Petersburg 1856, p. 277)。一般的に流布する1707年11月26日の生年月日は、ドイツの歴史家の記述に拠っているが、一次史料の典拠を欠いている(S. Szenic: Królewskie kariery warszawianek, Warsaw 1959, p. 58)。
6. ↑  出典は(K. L. von Pöllnitz: Ogień pałającej miłości, Warsaw 1973, p. 161)である。ただしオジェルスカ伯爵夫人の生年を1702年とする場合、コーゼル伯爵夫人の嫉妬説は時系列的にあり得ない(S. Szenic: Królewskie kariery warszawianek, Warsaw 1959, p. 58.)
7. 1 2  S. Szenic: Królewskie kariery warszawianek, Warsaw 1959, p. 59.
8. ↑  S. Szenic: Królewskie kariery warszawianek, Warsaw 1959, p. 60.
9. ↑  ラーコーツィ・フェレンツ2世が「アンリ・モレル・ド・カリエール（Henry Morel de Carrieres）」を大佐とする任命書が残っている。
10. ↑  M. Zgórniak: BENEDYKT RENARD – ARCHITEKT POLSKI XVIII W [retrieved 6 January 2015].